# La Torre de Pujals dels Cavallers
La Torre de Pujals dels Cavallers és una masia gòtica de Cornellà del Terri (Pla de l'Estany) declarada Bé Cultural d'Interès Nacional.

## Descripció
Al mas Reig de la Torre, també de Pujals. Edifici de planta rectangular. Parets portants de maçoneria amb carreus a les cantonades i algunes obertures. Destaca del conjunt la torre de planta quadrada i coberta a quatre aigües, situada a la banda dreta. A l'accés principal hi ha una porta dovellada, i una finestra gòtica d'arc conopial amb arquets i impostes ornades. Els sostres són fets amb cairats de roure.

## Història
Sembla que la família noble dels Pujals hauria viscut en aquest edifici. Segons l'historiador mossèn Constans, "la Torre" és documentada des del segle xi fins al segle xv. L'actual construcció conserva algunes estructures del segle xv i presenta alguns afegitons i reformes considerables.
Inicialment hauria estat propietat dels Pujals, més tard dels Foixà i durant el segle passat de la família Galibern de Torroella.
A principis del segle xiv hi hagué a Girona un Canonge de la Seu, amb el nom de Dalmai de Pujals, que té el sarcòfag al claustre de la Catedral. També hi ha un altre anomenat Joan de Pujals.
La masia ha estat recentment restaurada.